# جون كوران
جون كوران (بالإنجليزية: John Curran)‏ هو عالم حاسوب أمريكي، ولد في 7 مايو 1964 في بوسطن في الولايات المتحدة.